# Tettigidea plagiata
Tettigidea plagiata är en insektsart som beskrevs av Morse 1900. Tettigidea plagiata ingår i släktet Tettigidea och familjen torngräshoppor. Inga underarter finns listade i Catalogue of Life.